# Вурдалак Тарас Шевченко
«Вурдала́к Тара́с Шевче́нко» — літературно-публіцистичний твір українського публіциста Олеся Бузини, який низкою літературних критиків був сприйнятий як пасквіль та спричинив суспільне обговорення. Автор у різний спосіб (посиленням акцентів на негативних моментах біографії, використання вирваних із контексту фактів та недоведених даних або суб'єктних оцінок) намагається представити читачеві негативний образ Тараса Шевченка. Прокуратура Подільського району Києва визначила книгу такою, що розпалює міжнаціональну ворожнечу, ображає і зводить наклепи на поета, однак суд дії Бузини соціально небезпечними не визнав.

## Мета книги
2005 року в інтерв'ю газеті «Поступ» Бузина пояснив: «Я знав, що цю книжку МУШУ написати. Тому що дехто з моїх попередників хоча й підходив до цієї ідеї, та лякався. Я написав про те, про що не пишуть. У нас. Ми ж повинні усвідомлювати, що є світлий бік Шевченка і є його ж темний бік. Я писав про ТЕМНИЙ. Бо він є, і нікуди від цього не подітися».
На початку видання зазначено:

Мета цієї книги — розвінчати міф про Шевченка. Ви дізнаєтеся про зовсім іншого Кобзаря — не генія і святого, а алкоголіка та заздрісника. Незграбного ловеласа, який відбирає у колишньої нареченої подарунки. Охоронця моральності, який шпигує за дружиною друга. І «революціонера», що розкаявся та випрошує у влади прощення. Цю темну сторону Тараса завжди ретельно приховували. Але вона є. Він був і таким — у своїх щоденниках, листах і десятках мемуарних свідчень, які не перевидавалися після 1917 року. Я починаю там, де інші закінчували.

У післямові до книги доктор філологічних наук Олександр Білодід написав:

Поява книги Олеся Бузини — книги, спрямованої на розвінчання культу Шевченка, зняття його (не хочу вживати слово «повалення» — ми вже наповалювалися!) з п'єдесталу божка й повернення на нормальний людський рівень, знаменує собою певний етап у сфері особистої свободи, що реалізується у свободі думки та свободі слова.
…Хто ж такий Шевченко? Моторошно закомплексована маленька людина, що все життя страждала через свої еротичні невдачі, страхи, безпорадність й низьке походження. Звідси його нездатність до компромісів; самоіронії, що згладжує недосконалість буття, й патологічна ненависть до дворянства, до «панів», попри те, що саме вони вивели його в люди.
…У повсякденному ж житті, як це переконливо доводить, спираючись на факти, Олесь Бузина, Тарас був далеко не подарунок — точнісінько, як й багато інших «генії». Недарма одна з його «наречених» боялася, що він закріпаче її гірше від пана. Тому євангельська рекомендація «не сотвори собі кумира» в нашому випадку актуальна, як ніколи…
Думалося: коли ж ми вийдемо на цей рівень, перестанемо вити про «долю» й «воріженьків», та піддамо нещадному аналізу наших допотопних одинозаврених ідолів.
Й перший крок на цьому шляху — книга Олеся Бузини. Нарешті!

Зовсім по-іншому побачила мету книги шевченкознавець Зінаїда Тарахан-Береза:

Нашими недругами був вибраний відповідний момент (час переоцінки духовних цінностей), щоб покінчити нібито з «культом» Шевченка, встановленим більшовиками (!), а насправді ж для того, щоб скинути його з тієї висоти, на яку підніс його (ще за життя) рідний народ… Цей наступ розпочався спершу під виглядом «захисту» Шевченка від канонізації й маніпулювання його ім'ям та перетворення його в ікону або ж хоругву, а завершився найцинічнішою десакралізацією його в «интеллектуальном триллере» — «Вурдалак Тарас Шевченко» на шпальтах «общенациональной газеты» (!) «Киевские ведомости», який з'явився і окремим виданням, попри обурення та протест громадськості України. Далекосяжною виявилися мета цих публікацій — дискредитувати геніального поета, щоб скинути його з літературного Олімпу, скомпрометувати як людину і, навіть, викреслити із життя та пам'яті українського народу!

## Оцінки книги
Претензії до твору Бузини зводилися не до розвінчування міфів про Шевченка та боротьби з ідолопоклонством, а до того, в який спосіб він це зробив. Так, академік НАН України Іван Дзюба у статті «Алергія на Шевченка (Про деякі „резонансні“ курйози поетової річниці)» (газета «День» від 28 березня 2000 року) зауважив, що «ідолопоклонство долається культурою й думкою, а хамство собою все долає. Гомбрович пише про специфічних шанувальників Міцкевича, але не глумиться з самого Міцкевича, і в Польщі не виходять книжки під назвою „Вурдалак Міцкевич“».
Згодом Дзюба у статті-лекції «Шевченкофобія в сучасній Україні», виголошеній 15 вересня 2006 року у Львівському національному університеті, назвав Бузину «піонером» сучасної шевченкофобії, наголосив: «Щоб нація втратила свою життєздатність, дуже важливо дискредитувати основні опорні конструкції її національного самоусвідомлення. І тут, звичайно, Шевченка ніяк не обійти. Воюючи з Шевченком, воюють з Україною, хоч і приховують це з різною мірою вправності» .
Інший погляд на цю проблему висловив Олег Вергеліс, член редколегії газети «Киевские ведомости», яка першою надрукувала уривки з твору Бузини: «Ті, хто так різко реагує на писанину Бузини, не розуміють, що тут має місце літературний хід, жанрова провокативність, гра. У цьому вчинкові немає заперечення Шевченка та інших українських класиків, немає нівелювання цієї великої на всі часи людини. Але не можна весь час навіть про великих говорити лише на рівні панегіриків».
Директор Державного історико-культурного заповідника «Батьківщина Тараса Шевченка» Людмила Шевченко зазначила про книгу Олеся Бузини:

Автор зі своїм завданням «впорався». Він ще раз хотів звернути увагу не на Тараса Шевченка, а на себе, на свою постать. Він цього досяг. А сама брошурка не варта аналізу, бо не витримує жодної критики. І не потребує її.

Проте доцент кафедри української літератури Луганського національного університету Ірина Савенко зауважила: «З одного боку, цю книжку важко спокійно віднести до масиву документальної літератури, і з іншого — такі явища не слід пропускати навіть науковому літературознавству» .
Російський шевченкознавець Леонід Большаков, автор близько 20 книг про українського поета, укладач Оренбурзької Шевченківської енциклопедії, зазначив:

Книга Бузини — безграмотна писанина з претензіями на викриття. Вона заснована не на фактах, а на вигадці автора. Тенденційність відчувається щокроку. Адже в роботі над книгою про реальних осіб і події найголовніше — не бути тенденційним. Людина, яка прочитає цю книгу, буде введена в оману. 

2001 року велику статтю, присвячену книзі Олеся Бузини, вмістила у фаховому журналі «Слово і час» доктор філологічних наук Лариса Масенко. Її оцінка така:

На ста двадцяти сторінках автор намагається вигнати Шевченка з літератури, щоправда, незрозуміло якої — української чи російської, бо лишається проблематичним, чи визнає він існування окремої «малоросійської словесності» взагалі. Твори поета він «знищує» одним махом, використовуючи спрощений до примітиву прийом…

Підсумковий висновок дослідниці щодо Олеся Бузини:

І хай нікого не вводить в оману українське наймення автора на обкладинці книжки. Воно — тільки знак колаборанта на фальшивому образі, створеному за власною подобою. Подобою перевертня, що в перекладі на російську означає — вурдалак.

2002 року літературознавець Петро Ротач у книзі «Від Яготина до Полтави: Тарас Шевченко і Полтавщина», процитувавши підсумковий висновок Лариси Масенко, зазначив:

В Україні пасквілянт отримує належну відповідь. Та поза сумнівом, що рукою Бузини водила чиясь інша, україноненависницька рука. 

Літературний критик Олександр Бойченко в книзі «Щось на кшталт шатокуа» (Івано-Франківськ, 2003) висловив таку думку: «Скандальна книжечка Бузини „Вурдалак Тарас Шевченко“ незрівнянно корисніша для читача, ніж гори совкової шевченкознавчої літератури» . Письменник Степан Процюк висловився так:

Я не знаю жодного письменника, який би створив у сучасній українській літературі щось особливо гидотне. Навіть випадок Бузини є простий. Якби більше говорили про особисте життя класиків, якби не було цих псевдоцнотливих єлейних табу, то й не з'явилися б ці «інтерпретації», оскільки частенько їх переповнює ненависть. Але вона також є лише травмованою любов'ю. Хоча від інтерпретацій Бузини мені сумно, адже там нема ні краплинки розуміння й подивування метафізикою таланту великих попередників.

## Вплив на читачів
На певну небезпеку книги Бузини, попри визнану багатьма її абсурдність, вказала Лариса Масенко. Як зазначила дослідниця, «на незрілий розум, що формується за сучасних умов панування російської масової культури на теренах України, публіцистика Бузини може справити певний вплив, оскільки для своїх маніпуляцій журналіст уміло використовує той догматичний образ Шевченка, який прищеплений кільком поколінням читачів. У радянський час тлумачення Шевченкової творчості пристосовувалося до потреб пропаганди марксистсько-ленінської ідеології. Тому з поезії Шевченка було вихолощено майже всю її проблематику (передусім — національно-визвольну), абсолютизовано аспекти класової боротьби».
Проте в Автономній Республіці Крим зі сторінок газети «Крымская правда» перед початком передруку в ній «Вурдалака…» було запропоновано «батькам і вчителям робити вирізки з газети, ознайомити з цією книгою якнайбільше школярів і студентів» 

## Навколо книги
Національна спілка письменників України звернулася до прокуратури Подільського району Києва з проханням порушити проти Бузини кримінальну справу за розпалювання міжнаціональної ворожнечі та наклеп на Шевченка. Прокуратура визнала, що у своїх публікаціях і книзі «Вурдалак Тарас Шевченко» журналіст розпалював неприязнь до української нації, ображав пам'ять поета і зводив наклепи на нього. Однак суд дії Бузини не визнав соціально небезпечними, окрім того, журналіст виховував малолітню дитину, тож він потрапив під амністію, про що НСПУ було повідомлено 14 листопада 2001 року.
На таке рішення Подільського суду НСПУ подала спочатку апеляційну скаргу, а потім — касаційну скаргу до Верховного суду.
30 жовтня 2000 року в Києві, біля будинку Подільського районного суду, група чоловіків і жінок немолодого віку побила Олеся Бузину. Ця група з'явилася на суд за позовом кількох письменників проти журналіста й газети «Киевские ведомости», яка надрукувала на своїх сторінках твір, що їх обурив. Побиття зупинив наряд міліції. Лікарі діагностували в Олеся Бузини струс мозку, ушкодження носа, великі гематоми та рвані подряпини на обличчі, через що його й госпіталізували.
Того ж 30 жовтня 2000 року в Рівному була спроба погрому редакції газети «Рівне вечірнє», яка 20 жовтня передрукувала розділ із книги «Вурдалак Тарас Шевченко». Після цієї публікації найбільшу газету області позбавили акредитації на засідання міської ради, а 30 жовтня під стіни редакції з'явилися групи обурених пікетників. Їхні представники на чолі з народним депутатом України Василем Червонієм спробували передати головному редактору листа, у якому засуджували цю публікацію, але того на місці не виявилося. Тоді у вікна редакції полетіло каміння, а її стіни розписали гнівними гаслами «Геть із Рівного!» та ін., а також шестикутними зірками. Міліція не надто перешкоджала активному пікетуванню з биттям вікон, однак повноцінного розгрому редакції не допустила, внаслідок чого п'ятеро міліціонерів постраждали. За фактом нападу було порушено кримінальну справу.
Коментуючи ці події, секретар Національної спілки журналістів України Ігор Лубченко зауважив: «Можна погоджуватися, або не погоджуватися з Олесем Бузиною, можна сперечатися з ним, у тому числі й на сторінках газет, але руку підносити ні на кого не можна. Україна наприкінці двадцятого сторіччя не повинна жити за законами джунглів! Це стосується і погрому газети „Рівне вечірнє“».
Позови до суду на Бузину подавали й інші організації, зокрема ВО «Просвіта» на чолі з депутатом ВР Павлом Мовчаном.

## Видання
- Бузина Олесь. Вурдалак Тарас Шевченко: Интеллектуальный триллер. — К.: Прометей, 2000. — 126 с. ISBN 966-7160-01-7.
- Бузина Олесь. Вурдалак Тарас Шевченко, или Поддельный Кобзарь. — К.: Арий, 2009. — 288 с. ISBN 978-966-498-056-9. Це оновлене та доповнене видання [26].